# Ototyphlonemertes fila
Ototyphlonemertes fila är en djurart som tillhör fylumet slemmaskar, och som beskrevs av Corrêa 1953. Ototyphlonemertes fila ingår i släktet Ototyphlonemertes och familjen Ototyphlonemertidae.
Artens utbredningsområde är Mexikanska golfen. Inga underarter finns listade i Catalogue of Life.